# 282 Klorinda
282 Klorinda (mednarodno ime 282 Clorinde) je asteroid v glavnem asteroidnem pasu. Kaže značilnosti treh tipov asteroidov (B, F in U)

## Odkritje
Asteroid je odkril francoski astronom Auguste Honoré Charlois ( 1864 – 1910) 28. januarja 1889 v Nici.. 

## Lastnosti
Asteroid Klorinda obkroži Sonce v 3,58 letih. Njegova tirnica ima izsrednost 0,081, nagnjena pa je za 9,023° proti ekliptiki. Njegov premer je 39,03 km, okoli svoje osi se zavrti v 6,42  h .